# ダイヴ (バンド)
ダイヴ（DIIV）は、アメリカ・ニューヨーク出身のインディー・ロックバンド。2011年に「Dive」として結成、後に綴りを「DIIV」に変更している。

## 来歴

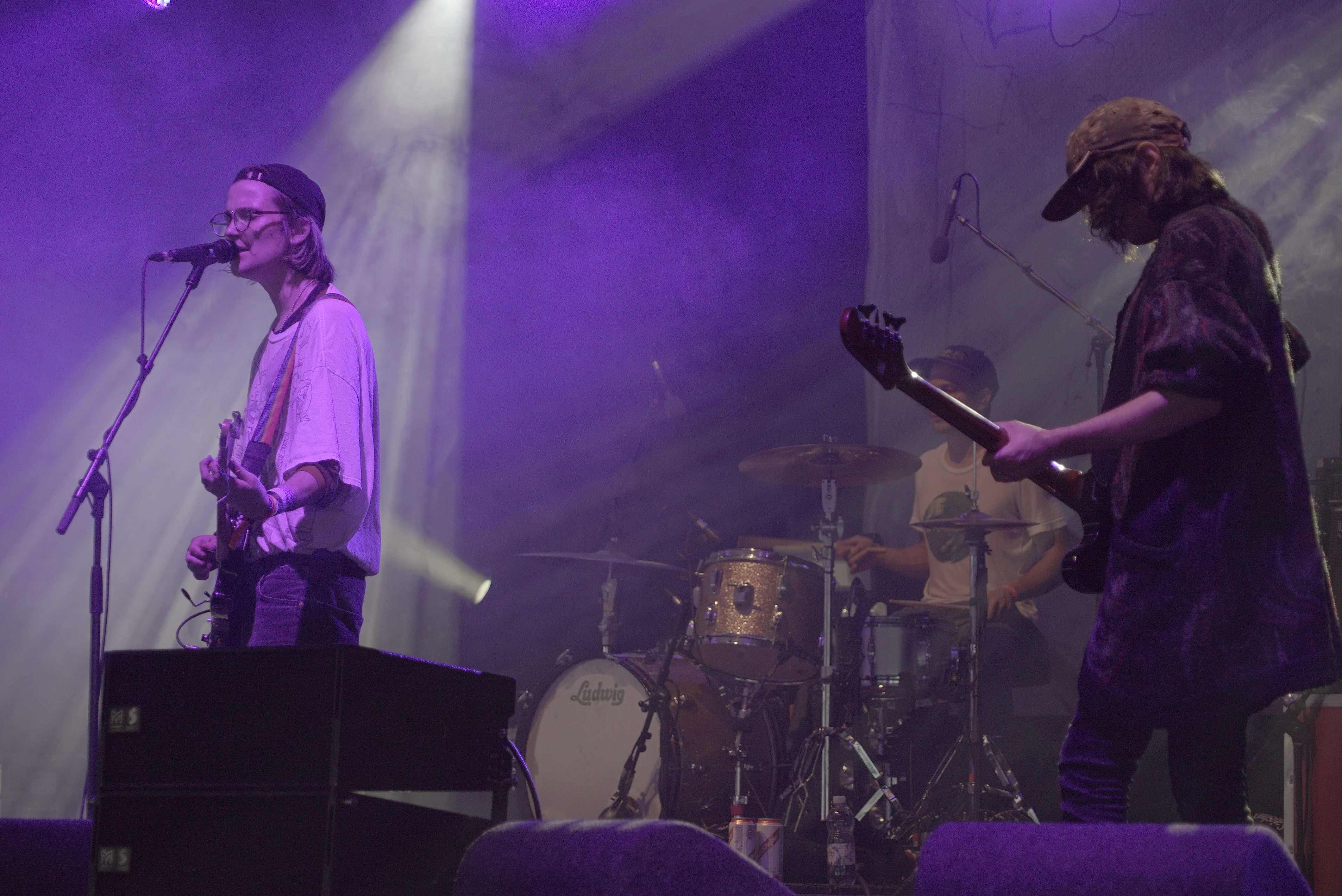
ライブで演奏するバンド（2016年）

2011年、ビーチ・フォッシルズ（Beach Fossils）のギタリストであったザッカリー・コール・スミスのソロ・プロジェクトとしてスタート。その後、幼なじみのメンバーを加えバンドとして活動を始める。バンドはこの年のうちにキャプチャード・トラックスとレコーディング契約。「Sometime」「Human」という2枚のシングルをリリースする。
2012年5月、ベルギーに同名のグループがいたためにバンド名の綴りを「DIIV」に変更した。6月、ファースト・アルバム『オシン』をリリース。ピッチフォークはこのアルバムをベスト・ニュー・ミュージックに選んだ。
2016年2月、2作目のアルバム『イズ・ザ・イズ・アー』をリリース。
2019年10月、3作目のアルバム『デシーバー』をリリース。

## メンバー

### 現在のメンバー
- ザッカリー・コール・スミス (Zachary Cole Smith) – リード・ボーカル、ギター (2011年– )
- アンドリュー・ベイリー (Andrew Bailey) – ギター (2011年– )
- コリン・コーフィールド (Colin Caulfield) – ベース (2018年– )、バック・ボーカル (2013年– )、キーボード、ギター (2013年–2018年)
- ベン・ニューマン (Ben Newman) – ドラム (2015年– )

### 旧メンバー
- デヴィン・ルーベン・ペレス (Devin Ruben Perez) – ベース (2011年–2017年)
- コルビー・ヒューイット (Colby Hewitt) – ドラム (2011年–2015年)

## ディスコグラフィ

### スタジオ・アルバム
- 『オシン』 - Oshin (2012年)
- 『イズ・ザ・イズ・アー』 - Is the Is Are (2016年)
- 『デシーバー』 - Deceiver (2019年)
- Frog in Boiling Water (2024年)

### シングル
- "Sometime" (2011年)
- "Human" (2011年)
- "Geist" (2012年)
- "How Long Have You Known" promo (2012年)
- "Dopamine" (2015年)
- "Bent (Roi's Song)" (2015年)
- "Under the Sun" (2015年)
- "Is the Is Are" (2016年)
- "Skin Game" (2019年)
- "Taker" (2019年)
- "Blankenship" (2019年)

限定シングル
- "Cow/Icehead" (2017年)

## 来日公演
- 2013年
  - 7月28日 新潟 苗場スキー場 - Fuji Rock Festival